# Sloane Square (metropolitana di Londra)
Sloane Square è una stazione della metropolitana di Londra, servita dalle linee Circle e District.
Entrò in funzione il 24 dicembre 1868 sulla vecchia Metropolitan District Railway (oggi District Line) quando la compagnia dei trasporti aprì la sua prima linea tra le stazioni di South Kensington e Westminster.

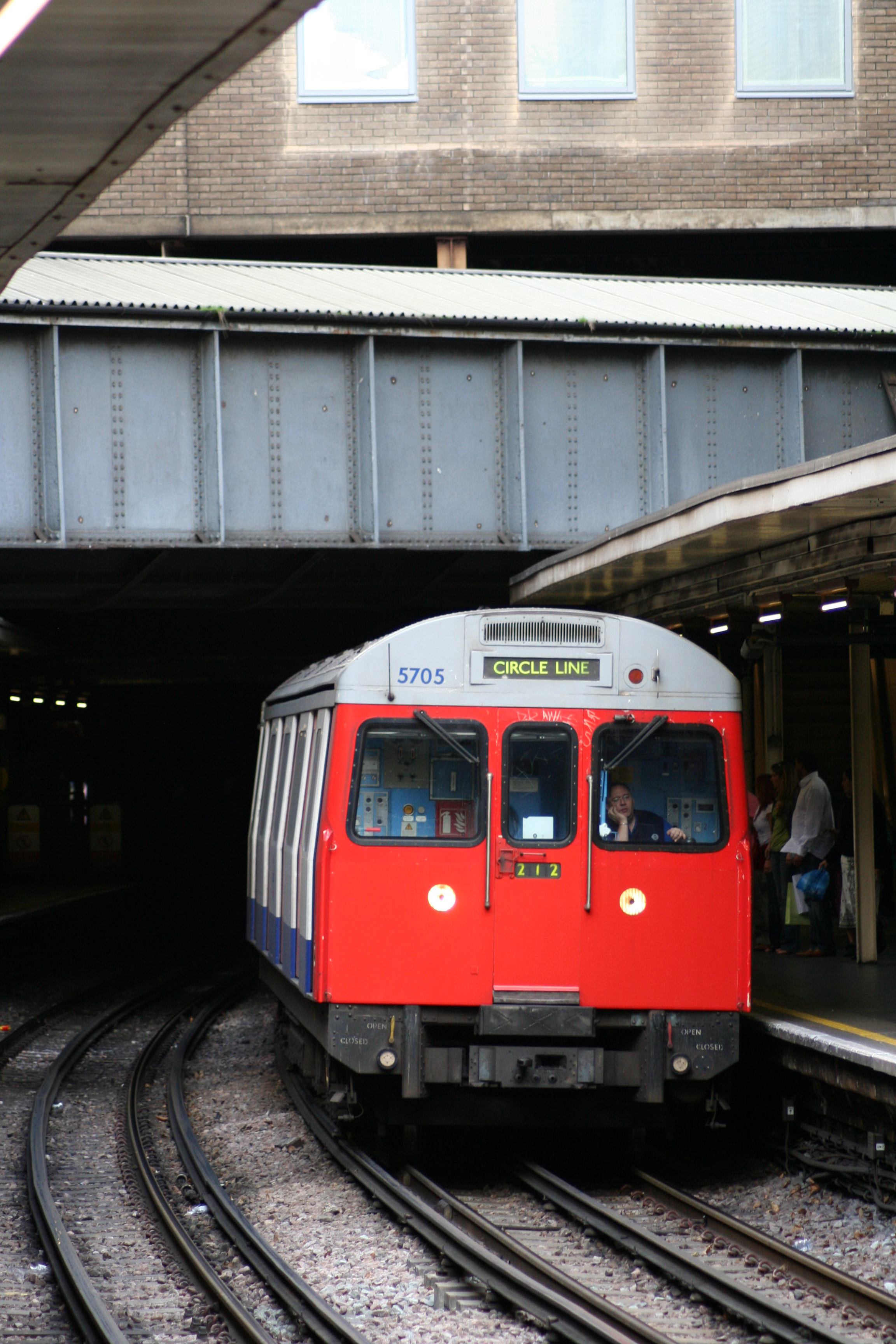
Il Fiume Westbourne è incanalato nella condotta grigia visibile sopra i binari.

Durante la costruzione della linea furono incontrate difficoltà nel superare il Fiume Westbourne, che corre da Hyde Park al Tamigi. La soluzione venne trovata incanalando il corso d'acqua in una condotta che sovrasta i binari ed è tuttora visibile all'uscita della stazione.
La stazione è situata all'interno della Travelcard Zone 1.